# Zinniasläktet
Zinniasläktet eller zinnior (Zinnia) är ett släkte av korgblommiga växter som förekommer ursprunglig i Nord-, Central- och Sydamerika. Släktet är uppkallat efter den tyske botanisten Johann Gottfried Zinn.